# Rohrmesstechnik
Rohrmesstechnik bezeichnet die Erfassung von Rohr-, Leitungs- und Drahtgeometrien durch den Einsatz technischer Hilfsmittel, der Rohrmesssysteme. Die gemessenen Daten (Längen, Biegewinkel, Rohrverlauf, Durchmesser etc.) können zur Beurteilung der Bauteilqualität mit den Daten von elektronisch konzipierten Musterrohren verglichen werden. Dabei wird der Rohrverlauf entweder komplett vermessen oder näherungsweise bestimmt über die Schnittpunkte der Vektoren der Biegelinie (neutrale Faser).

## Rohrmesssysteme
Als Rohrmesssysteme werden Instrumente zur geometrischen Vermessung eines Rohres bezeichnet, speziell zur Bestimmung seines Verlaufs. Die wichtigsten Werkzeuge sind Rohrmessarme, Messzellen und mechanische Lehren.

### Rohrmessarme
Rohrmessarme sind handgeführte Vorrichtungen mit Gelenkarmen, an dessen beweglichem Ende sich ein Sensor befindet. Zur Messung des Rohrverlaufs (Biegelinie, neutrale Faser) werden sie alternativ mit taktilen Sensoren, einer Infrarot-Messgabel oder einem Laserscanner ausgestattet. Über eine spezielle Mess- und Auswertesoftware können die gemessenen Punkte oder Verläufe dargestellt und ausgewertet werden.

### Rohrmesszellen
Im Gegensatz zu Rohrmessarmen führen Rohrmesszellen stets eine optische Bauteilvermessung durch. Die Messzellen sind Vorrichtungen, die mit Lichtquellen und Digitalkameras ausgestattet sind. Je nach gewähltem Verfahren (siehe auch: Photogrammetrie) werden entweder die Bilder oder die Schattenbilder des Bauteils durch eine Mess-Software ausgewertet und so der Verlauf der Biegelinie (neutrale Faser) bestimmt.

### Mechanische Lehren
Lehren stellen kein Instrument zur Messung von Rohren im eigentlichen Sinne dar, sondern werden lediglich zur Beurteilung der Bauteilqualität im Rahmen der Qualitätskontrolle (Fertigungsmesstechnik) herangezogen. Wichtige Referenzpunkte oder Abschnitte des Rohres werden unter Berücksichtigung der vorgegebenen Toleranz in einer Negativform bzw. auf einer Grundplatte abgebildet. Lässt sich das umgeformte Rohr nun ohne Zwang in diese Lehre einlegen, so wird das Werkstück als Gutteil angesehen.

## Vorteile
Der Einsatz von Rohrmesstechnik bzw. Rohrmesssystemen liefert schnellere und präzisere Ergebnisse als eine manuelle Messung. Moderne CNC-Rohrbiegemaschinen, die in der Rohrvorfertigung eingesetzt werden, können heutzutage über eine entsprechende Schnittstelle ihrer Rohrbiegesoftware mit der Rohrmesstechnik gekoppelt werden. Auf diese Weise lassen sich die Messergebnisse direkt für eventuell erforderliche Anpassungen des Biegeprozesses verwenden (produktionsbegleitende Qualitätssicherung).